# Nicolas Reusner
Pour les articles homonymes, voir Reusner.
Nicolas Reusner (Nicolai Reusneri) est un jurisconsulte et poète, né le 2 février 1545 en Silésie, alors dans l’empire de Ferdinand Ier, et mort d’apoplexie à Iéna, le 12 avril 1602. Ses postes successifs sont :
- professeur de lettres au collège de Lauingen ;
- docteur en droit de l’université de Bâle (1583) ;
- assesseur à la chambre impériale de Spire ;
- professeur à l’académie de Strasbourg ;
- recteur de l’académie d’Iéna (1589) ;
- député à la Diète de Pologne (1595).

Selon Borrichius, il était en revanche un piètre poète.

## Œuvres
- Hodœporicon, Bâle, 1580[5].
- Emblemata, Francfort, 1581 (lire en ligne)
- Aureolorum emblematum, 1591 (lire en ligne)
- (la) Sententiae sive decisiones iuris singulares, vol. 1, Francfort-sur-le-Main, Zacharias Palthenius, 1599 (lire en ligne)
  - (la) Sententiae sive decisiones iuris singulares, vol. 2, Francfort-sur-le-Main, Zacharias Palthenius, 1600 (lire en ligne)
  - (la) Sententiae sive decisiones iuris singulares, vol. 3, Francfort-sur-le-Main, Zacharias Palthenius, 1601 (lire en ligne)
  - (la) Sententiae sive decisiones iuris singulares, vol. 4, Francfort-sur-le-Main, Zacharias Palthenius, 1601 (lire en ligne)
- Symbola imperatoria, Francfort, 1602

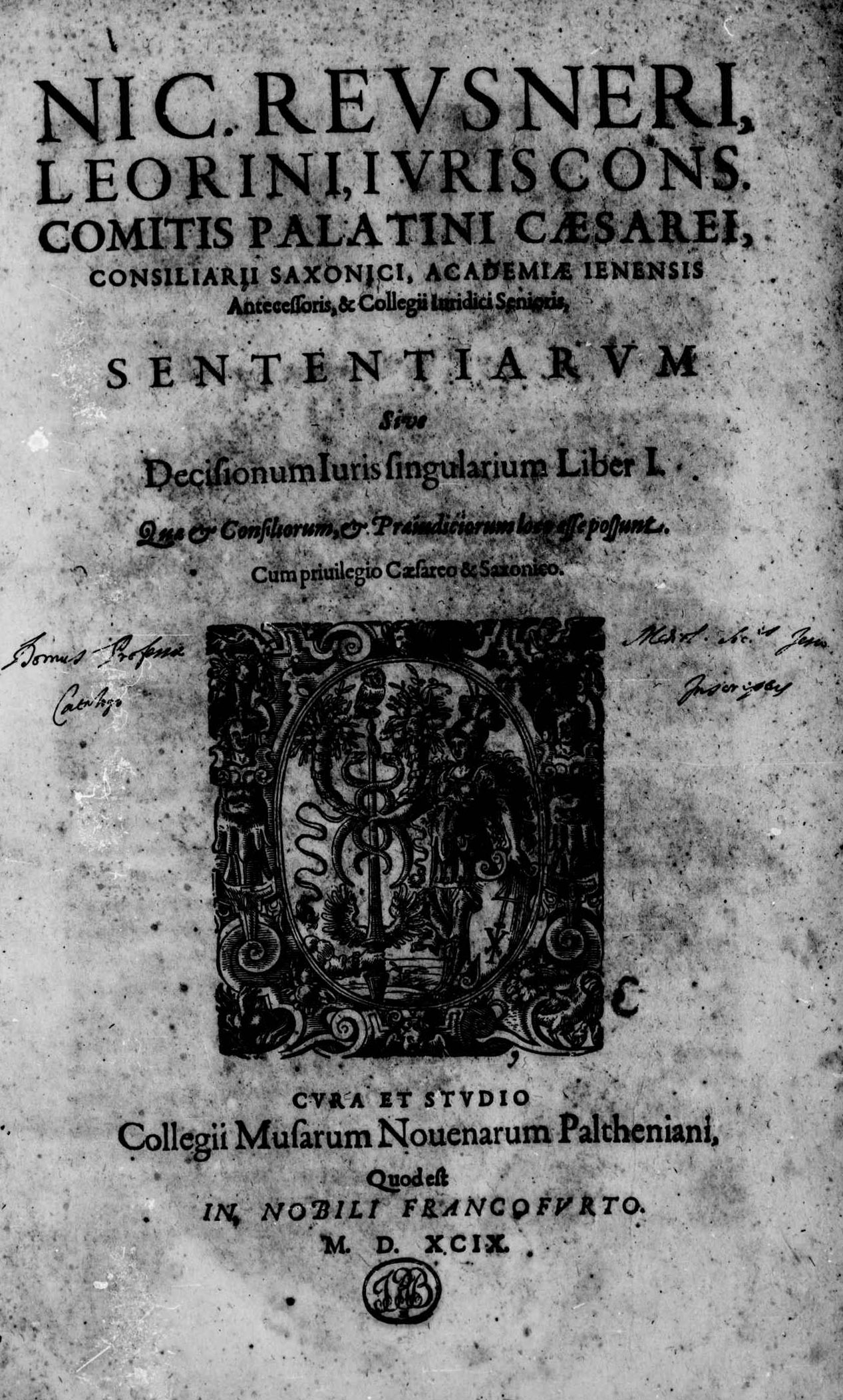
Sententiae sive decisiones iuris singulares, 1599